# Messzojaha
A Messzojaha vagy Messzo-Jaha (oroszul: Мессояха, Мессо-Яха) folyó Oroszország ázsiai felén, Nyugat-Szibéria északi részén, Jamali Nyenyecföldön. 

## Földrajz
Hossza: kb. 446 km, vízgyűjtő területe: 26 000 km², évi közepes vízhozama: 230-235 m³/s.
A Gidai-félsziget délkeleti részén, Jamali Nyenyecföld Tazovszkiji járásában folyik. Az Alsó-Jenyiszej-hátság északi nyúlványán, a Krasznojarszki határterület Tajmiri Dolgan–Nyenyec járásának határa közelében ered és végig nagyjából délnyugat felé halad. Jóval a torkolat előtt ágakra bomlik és a Kara-tenger Taz-öblének déli részébe ömlik. A főág az öböl parti Nahodka településtől északra torkollik az öbölbe.
Eső és főként hóolvadék táplálja. Október első felében befagy, és nyolc hónapon át jég borítja. Árvize júniustól augusztusig tart. Vízgyűjtőjén mintegy 2600 tó, mocsár és vízfolyás található, köztük huszonegy 50 km-nél hosszabb folyó.
Jelentősebb mellékfolyóit balról veszi fel:
- Nyangusz-Jaha (217 km)
- Nyada-Jaha (288 km)
- Muduj-Jaha (237 km)
- Indik-Jaha (242 km).

## Kőolaj- és földgáztermelés
A területen a 20. század második felében földgázkitermelés kezdődött, a gáz Norilszkba szállítására távolsági gázvezeték épült. A század végén új, jelentősebb olaj- és gázlelőhelyeket tártak fel a folyó vízgyűjtő területén. A 2010-es években nagyarányú kutató- és előkészítő munkákat folytattak. Miután elkészült Purpe elosztóállomásig az olaj távvezeték, a kőolaj iparszerű kitermelését 2016-ban kezdték meg. A szükséges infrastruktúra kiépítése a következő években is folytatódott.